# باران طلایی
باران طلایی (نام علمی: Koelreuteria paniculata) نام یک گونه از سرده باران طلایی است.

## نگارخانه

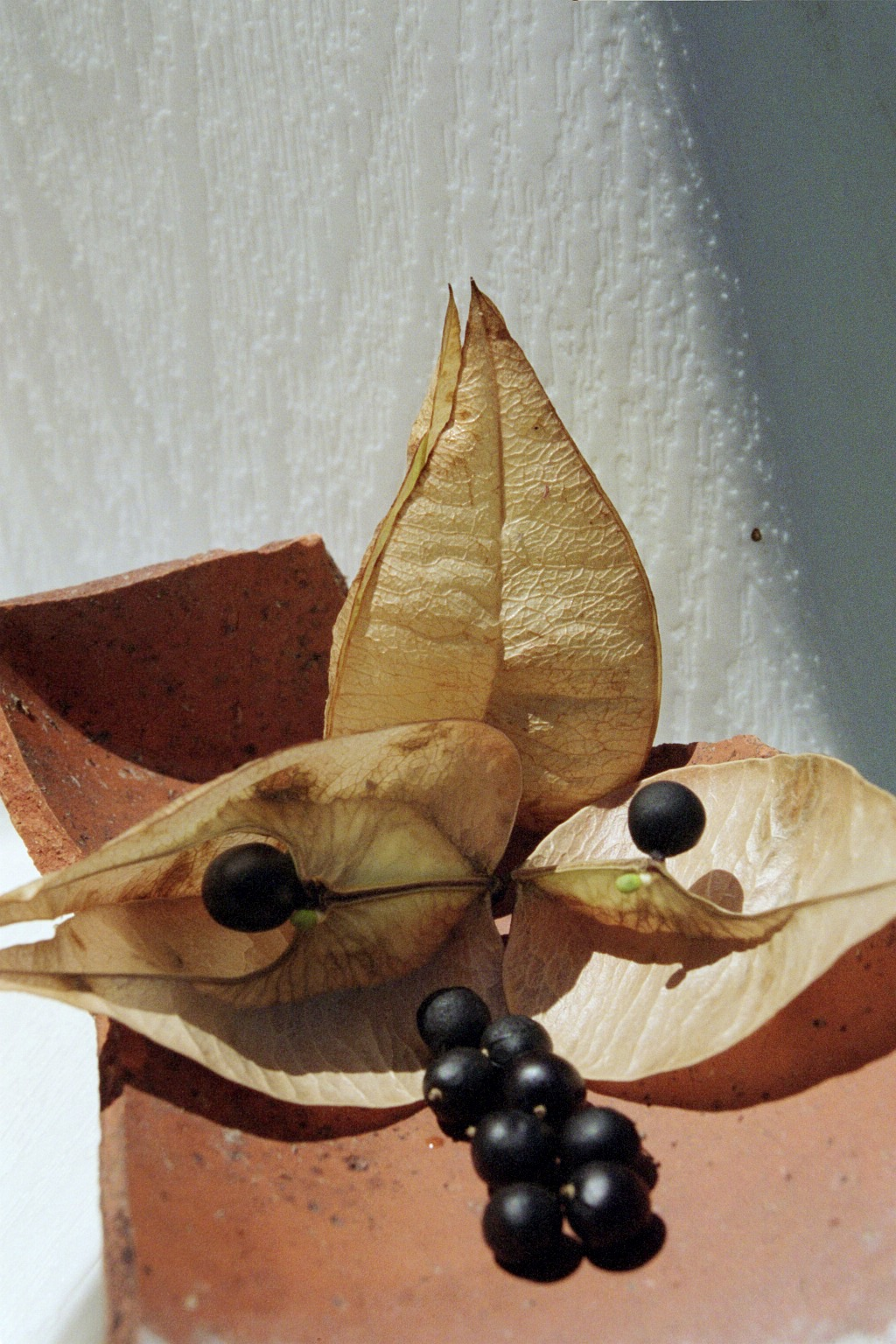
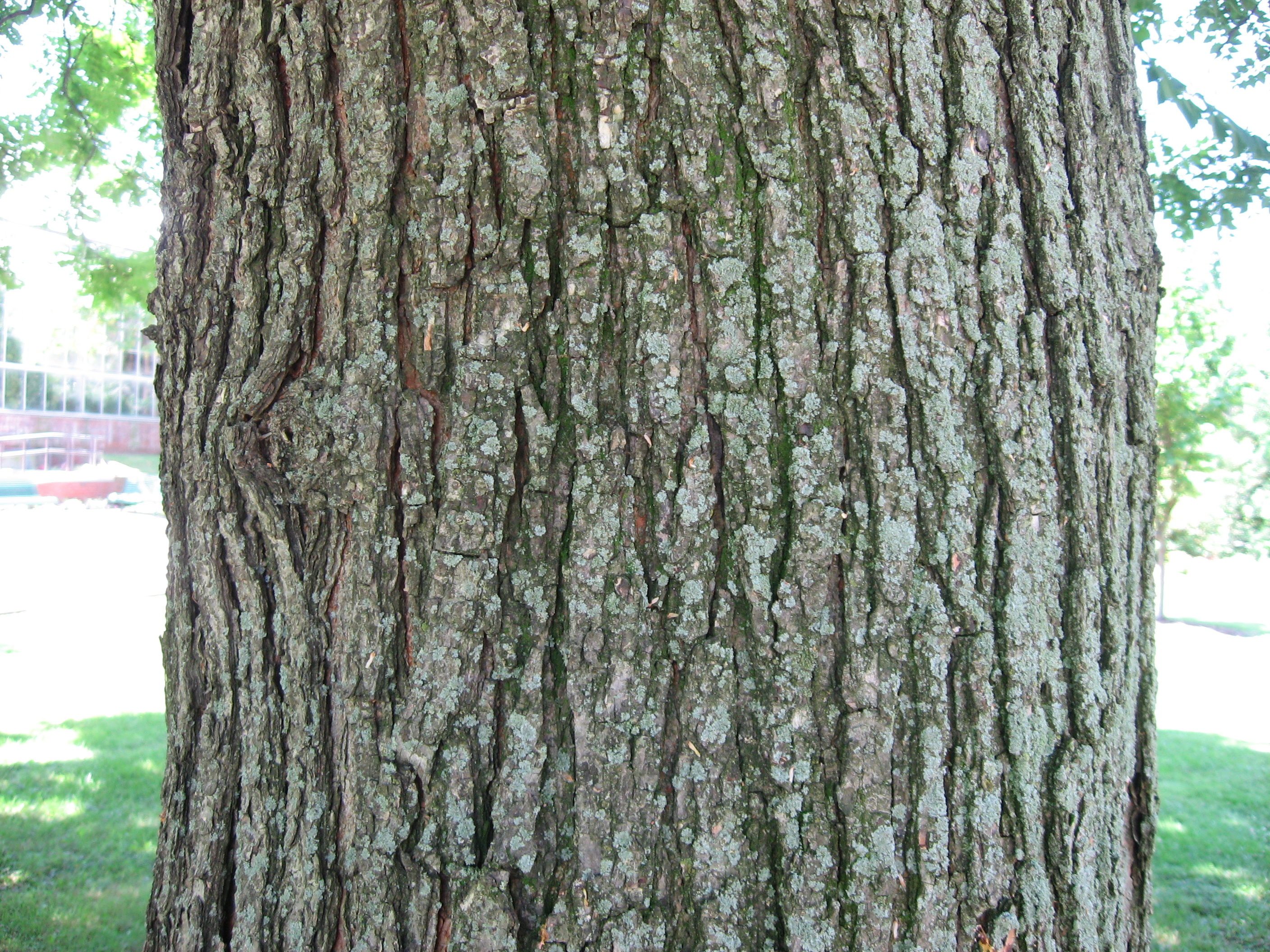
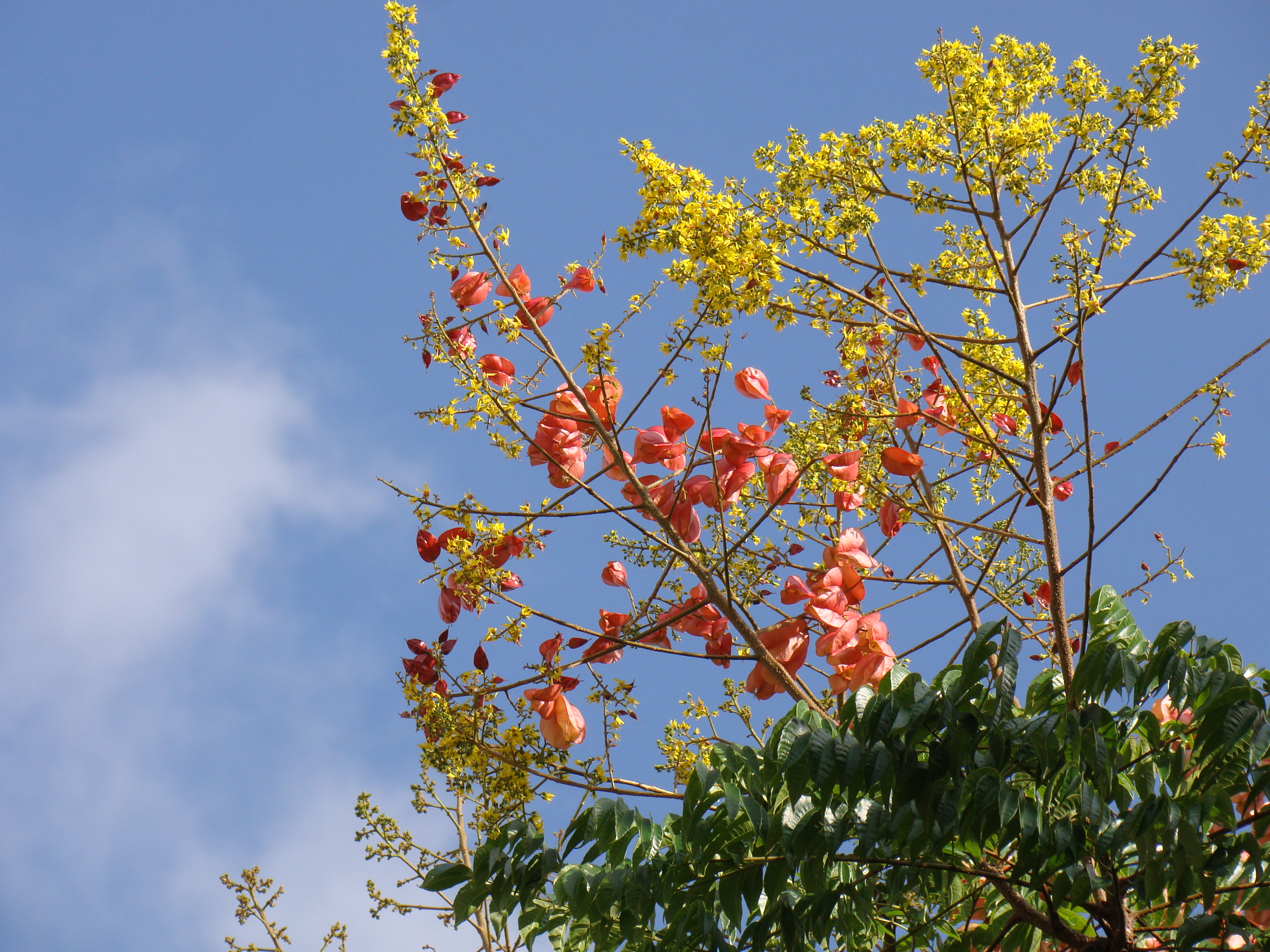
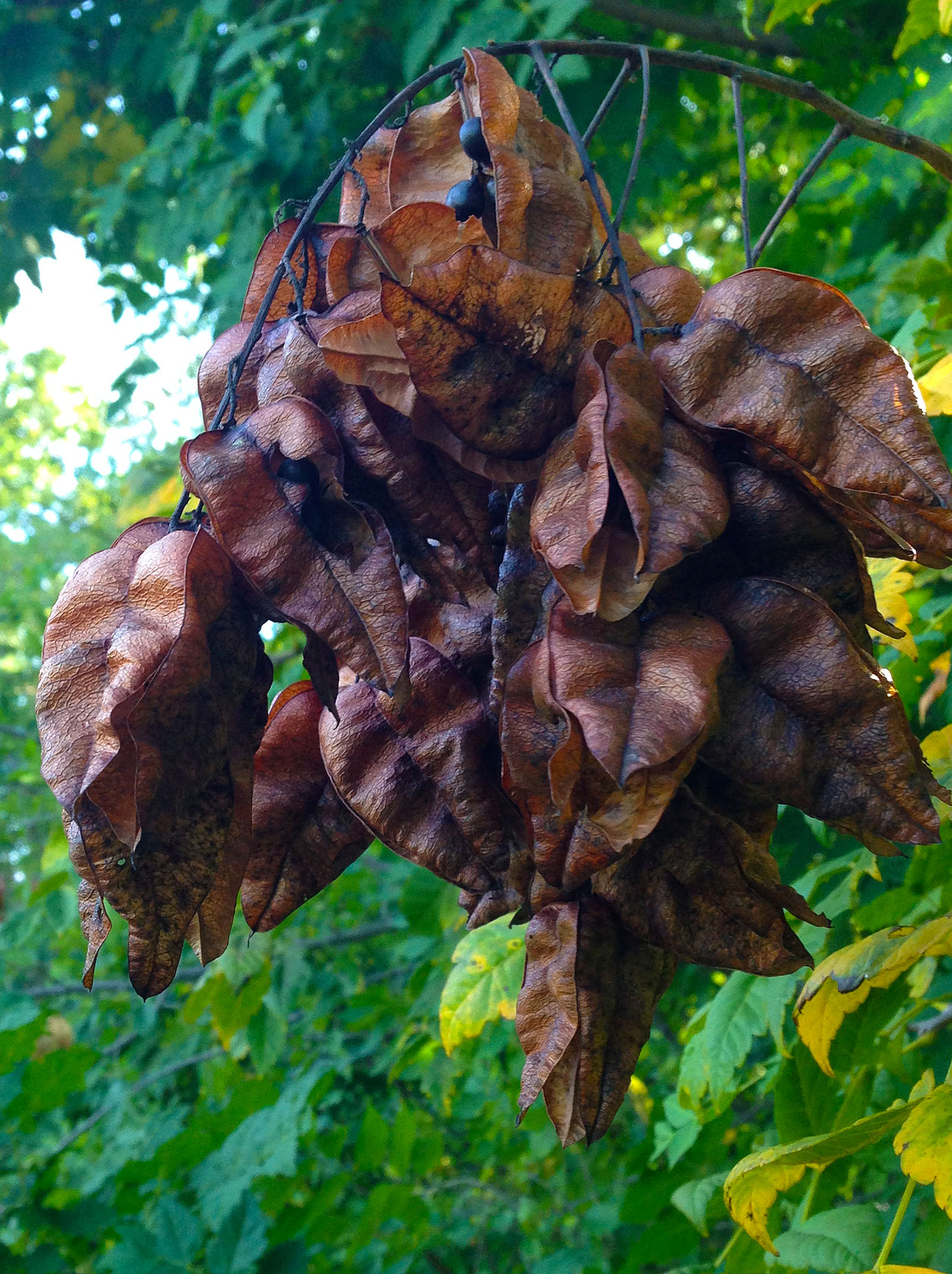
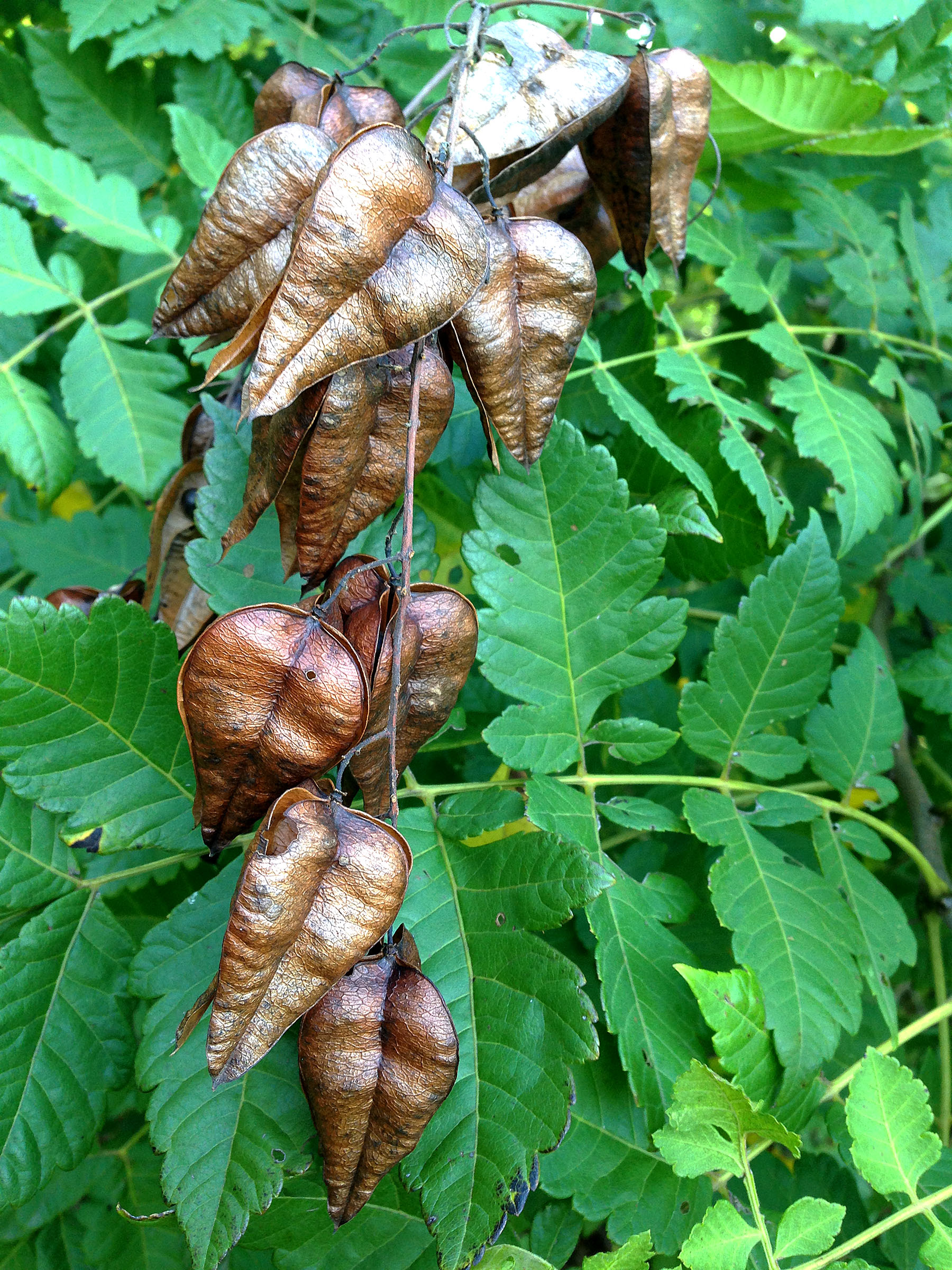